# 알맵
알맵은 이스트소프트가 제작한 지도 검색·내비게이션 프로그램이다.
내장된 지도 데이터에서 원하는 목적지까지의 경로를 검색할 수 있고, 일부 지역의 경우는 온라인 상태일 때 서버에서 상세한 데이터를 받아와 볼 수 있다. 웹을 기반으로하는 지도 서비스는 인터넷에 연결되었을 때에만 이용할 수 있는 데 비해, 알맵은 오프라인 상태에서도 사용할 수 있다는 점이 장점이다. 알맵은 다른 이스트소프트사의 제품과는 달리 홈페이지가 따로 있다. 포켓 알맵이라는 winCE 전용 프로그램으로도 배포하고 있으며 PC용 프로그램은 서울 상세지도 기본 내장 버전과 전국 상세지도 온라인 지원 버전이 있다. 각각 용량은 2,712KB와 2,706KB이다.

## 버그
알맵 다운로드 링크를 클릭할 때, 카발 온라인게임 페이지가 뜨는 경우도 있다.
모의주행 중에 넓게보기 상태로 이동하면 넓게보기 중에 사이드 메뉴를 이용할 수 있다.

## 같이 보기
- 이스트소프트